# Nesbitt Blaisdell
Nesbitt Blaisdell (New York, 6 dicembre 1928 – New York, 31 ottobre 2024) è stato un attore statunitense.

## Filmografia parziale
- Ragtime, regia di Milos Forman (1981)
- La fuga di Eddie Macon (Eddie Macon's Run), regia di Jeff Kanew (1983)
- Dead Man Walking - Condannato a morte (Dead Man Walking), regia di Tim Robbins (1995)
- Innamorati cronici (Addicted to Love), regia di Griffin Dunne (1997)
- In & Out, regia di Frank Oz (1997)
- The Confession, regia di David Hugh Jones (1998)
- Frequency - Il futuro è in ascolto (Frequency), regia di Gregory Hoblit (2000)
- The Mothman Prophecies - Voci dall'ombra (The Mothman Prophecies), regia di Mark Pellington (2002)